# Emmental français Est-Central
L'Emmental français Est-Central è un formaggio prodotto con latte di vacca crudo proveniente da allevamenti ubicati nella zona centro-orientale della Francia.

## Zona di produzione
La zona di produzione dell'Emmental Français Est-Central comprende le regioni della Borgogna-Franca Contea, del Grand-Est e dell'Alvernia-Rodano-Alpi.

## Storia
La storia dei formaggi del tipo emmental in Francia risale al XII secolo, ma lo sviluppo tecnico, iniziato con la costituzione di caseifici cooperativi (le fruitières),  ha raggiunto la stabilità con l'adozione di latte prodotto dalle vacche di razza Montbéliard, formatasi nel XIX secolo.
Nel 1979 i produttori artigianali dell'area, per differenziarsi dal prodotto industriale, hanno ottenuto il certificato "Label Rouge"", a cui hanno abbinato il marchio "Emmental Grand Cru". L'indicazione geografica protetta è arrivata nel 1996.

## Tecniche di produzione
Le vacche utilizzate per la produzione sono alimentate sia d'estate che d'inverno esclusivamente con erba e fieno e l'integrazione di prodotti cerealicoli certificati; è vietato l'utilizzo di prodotti fermentati e di OGM.
Il latte viene fatto coagulare crudo con l'aggiunta di caglio a circa 33 °C, per essere poi portato a circa 53 °C per un'ora. Segue la pressatura. La stagionatura deve durare almeno 12 settimane, ma può giungere a 48.
L'Emmental Français Est-Central IGP ha una forma di cilindro bombato e pesa almeno 70 kg. La crosta è liscia e di colore giallo. La pasta ha un colore che varia del giallo fulvo al giallo chiaro e presenta delle occhiature ben distribuite, lisce e brillanti.
Il prodotto è commercializzato in forme intere, di mezza forma, di un quarto di forma, in porzioni da 200 g e 250 g e grattugiato.